# Quebrada Caracoles
La quebrada Caracoles es el lecho seco de un curso de agua en una cuenca arreica en la Región de Antofagasta en medio del desierto de Atacama. Su cuenca abarca la ciudad de Antofagasta.: 124 

## Ubicación
Esta quebrada contiene, además de la ciudad de Antofagasta, a las localidades permanentes de Baquedano, Sierra Gorda, El Tesoro y Lomas Bayas.: 124 